# Festival Reflets (Marseille)
 (décembre 2017).
Le festival de films Reflets ou Reflets, des films d’aujourd’hui pour penser demain désigne un festival français annuel de cinéma LGBT qui se déroule à Marseille.
Créé en 2002 par Michèle Philibert et Florence Fradelizi, le festival propose « des œuvres cinématographiques venues du monde entier, portant sur les questions de genres et d’identité. ». Le festival a lieu chaque année depuis 2002 au mois d'avril ou mai. Les films sont projetés au cinéma Les Variétés.
Débats et rencontres ainsi que séances spéciales en direction du public adolescent (lycéens) et leurs enseignants, font également partie intégrante de chaque édition.
Le Festival propose par ailleurs à ses publics de découvrir les œuvres d'autres artistes : musique électro, pop rock, chanson, arts plastiques, vidéo, photographie, etc. Des soirées festives et conviviales sont également au programme, avec le soutien de divers partenaires.
" Cet évènement aux thématiques lesbiennes, gays, bi et trans, œuvre pour que chacun et chacune découvre sa place et agisse avec d’autres pour un avenir meilleur.
Ce projet artistique et humain conduit à une réflexion et à une ouverture en douceur sur ces sujets encore tabous. Résolument invitation à un voyage en images, en œuvres d’arts plastiques, en musique, cette manifestation originale a essentiellement pour vocation de faire évoluer les mentalités. Un festival au programme de qualité à découvrir quelles que soient les différences et préférences… pour que la vie ne soit pas seulement un miroir dans lequel l’homme ne peut voir que le reflet de lui-même »  Article paru sur Blooger
L'édition 2009 du festival a été annulée à cause du désengagement de l'État et de la ville de Marseille qui a provoqué des difficultés de trésorerie. 
La 8e édition du Festival, dirigée par Michèle Philibert, s'est tenue à Marseille les 24 et 29 avril puis du mercredi 5 au dimanche 9 mai 2010 et a connu un indéniable succès public.
En 2012, après 9 éditions, le festival Reflets, de même que le festival niçois ZeFestival, s'intègre au festival Le Festival de cinéma LGBT Provence Alpes Côte d'Azur, organisé par l'association Polychromes. La cinquième édition a eu lieu du 28 septembre au 13 octobre 2013 dans les villes de Monaco, Nice, Cannes, Toulon, Salon de Provence et Marseille.